# Warwick Waugh
Warwick William Waugh (Canberra, 17 settembre 1968) è un ex rugbista a 15 e imprenditore australiano, seconda linea, che disputò con gli Wallabies la Coppa del Mondo di rugby 1995.

## Biografia
Proveniente dallo Scots College di Sydney, iniziò l'attività rugbistica di club al Randwick; a 22 anni fu chiamato a rappresentare il Nuovo Galles del Sud e, nel 1993, scese in campo per la prima volta per gli Wallabies, a Sydney contro il Sudafrica.
Due anni più tardi fu presente alla Coppa del Mondo di rugby 1995, in cui l'Australia giunse fino ai quarti di finale; passato professionista l'anno successivo, rappresentò il Nuovo Galles del Sud nel Super Rugby sotto le insegne degli Waratahs.
Nel 1998 si trasferì ai Brumbies di Canberra, club dal quale fu liberato nel febbraio 1999 per trasferirsi nella franchise del Queensland dei Reds.
A fine anno si trasferì in Europa nella squadra inglese del Bath in cui rimase una stagione; passò poi ai francesi del Béziers in cui militò fino al 2002, per disputare infine la sua ultima stagione professionistica in Celtic League 2002-03 negli irlandesi del Connacht.
Tornato in patria nel 2003 annunciò il suo ritiro alla fine della stagione dopo la finale di campionato del Nuovo Galles del Sud nelle file del Randwick; tuttavia disputò un'ulteriore stagione da dilettante, al termine della quale smise definitivamente di giocare.
Si dedica all'attività di costruttore edile insieme a un socio, Michael Girvan; insieme i due hanno fondato nel 2006 la ditta Girvan & Waugh di costruzioni e ristrutturazioni edili.
Waugh vanta anche un invito nei Barbarians per un incontro celebrativo nel febbraio 2000.